# Karl Heilmann (Katechet)
Karl „Kaaleerannguaq“ Apollo Klemens Otto Heilmann (* 14. August 1914 in Nuuk; † 1998) war ein grönländischer Katechet, Kommunalpolitiker, Richter, Musiker und Genealoge.

## Leben
Karl Heilmann wurde 1914 in Nuuk als Sohn des Zimmermanns Asser Peter Johannes Heilmann (1876–?) und seiner Frau Magdalena Amalia Henriette Egede (1881–?) geboren. Über seine Mutter war er ein Neffe des Landesrats Abel Egede (1880–1945) und damit ein Cousin des Landesrats und Kaufmanns Peter Egede (1908–1996). Sein Neffe war der Politiker Stephen Heilmann (1941–2019).
Er wurde 1936 zum Katechet in Maniitsoq ernannt. Nach zwei Jahren wechselte er nach Kangaamiut, wo er bis 1945 blieb. Anschließend wurde er erneut Katechet in Maniitsoq. Zwei Jahre später verließ er Maniitsoq erneut und wurde von 1947 bis 1950 Katechet in Paamiut. Danach war er von 1950 bis 1996 ein drittes Mal Katechet in Maniitsoq, bevor er nach 60 Jahren Arbeit im Alter von knapp 82 Jahren pensioniert wurde.
Am 3. März 1937 gründete Karl Heilmann den Sportverein Kâgssagssuk Maniitsoq. Von 1951 bis 1959 war er Mitglied im Rat der neugegründeten Gemeinde Maniitsoq, davon zeitweise als Vorsitzender und damit de facto als Bürgermeister. Von 1958 bis 1974 war er Kreisrichter in Maniitsoq. Darüber hinaus war er als Organist, Kirchenlieddichter und Dirigent des Gesangsvereins in Maniitsoq tätig. 1969 beauftragte man ihn mit der Errichtung eines Museums, das 1974 als Maniitsoq-Museum eröffnet wurde. 1987 veröffentlichte er das genealogische Buch Kalaallit kinguaariit über die Familien Grönlands. Ein zweites Buch stellte er zu Lebzeiten anscheinend nicht mehr fertig.
Am 3. März 1994 wurde er zum Ehrenbürger von Maniitsoq ernannt. Am 21. Juni 1996 erhielt er den Grönländischen Kulturpreis. Karl Heilmann starb 1998 im Alter von knapp 84 Jahren.